# 현우산업
현우산업(Hyunwoo Industrial Co. Ltd.)는 대한민국의 차량용 PCB 기업이다. 본사는 인천광역시 서구 검단로 51에 위치해 있으며 대표이사는 문병선이다.

## 상장
2007년 10월 24일에 공모가 6,800원에 코스닥 시장에 상장하였다.

## 참고문헌
1. ↑  현우산업, 애플카 시범운행 '비밀장소' 발견…관련 부품 납품, 아시아 경제, 2023.06.27
2. ↑  현우산업, 차량용 PCB 전문 생산기업 애플카 수혜주로 부각 가능성, 뉴스퀘스트, 2023.07.03
3. ↑  LG전자, 84개 협력사 대표들과 미래 향한 동반성장 방안 논의, ET뉴스, 2023-11-22